# Station Grabowiec
Station Grabowiec is een spoorwegstation in de Poolse plaats Grabowiec.